# Pehlwani
Pehlwani (Urdu پہلوانی; Hindi: पहलवानी; o kushti; Urdu کشتی; Hindi कुश्ती) è uno stile indiano di arte marziale popolare dell'India, Pakistan e del Bangladesh. Fu sviluppato nell'era Mughal attraverso una sintesi del nativo malla-yuddha e del persiano Varzesh-e Pahlavani.
Ci si riferisce ad un praticante di questo sport come ad un pehlwan, o a un pahalwan, mentre agli insegnanti ci si riferisce come: ustaad, o guru per gli insegnanti Hindu. I campioni imbattuti in India mantengono il titolo di Rustam-i-Hind, che significa: "Il Rostam dell'India", denotando il Rostam come l'eroe del persiano Shahnameh.
Nel tempo, nel Pahlawi, furono introdotti i metodi di allenamento occidentali e la nomenclatura dall'Iran e dall'Europa. Le gare di wrestling, conosciute come dangals, tenutesi nei villaggi, possono avere delle proprie variazioni di regolamento. Solitamente la vittoria viene rilasciata con un verdetto dalla giuria, per KO, o per interruzione per sottomissione.

## Titoli indiani di pehlwani
- Rustam-i-Hind: (scritto anche Rustam-e-Hind) campione di wrestling dell'India in hindi.
- Rustam-e-Punjab: (scritto anche Rustam-I-Punjab) campione di wrestling del Punjab in hindi. Pehalwan Salwinder Singh Shinda fu all'epoca sei volte Rustam-e-Punjab.
- Rustam-i-Zamana: campione del mondo di wrestling in hindustani. Il grande Gama divenne conosciuto come Rustam-I-Zamana quando sconfisse Stanislaus Zbyszko nel 1910.
- Bharat-Kesri: miglior lottatore dei pesi massimi in hindi.